# Došlo doba da se ljubav proba
Došlo doba da se ljubav proba (Lude godine 2) srpski je film iz 1980. godine, drugi nastavak Lude godine. Režirao ga je Zoran Čalić a scenarij su pisali Zoran Čalić i Jovan Marković.

## Uloge
| glumac                 | uloga                  |
| ---------------------- | ---------------------- |
| Dara Čalenić           | Dara Pavlović          |
| Dragomir Bojanić-Gidra | Živorad Pavlović       |
| Vladimir Petrović      | Slobodan-Boba Pavlović |
| Rialda Kadrić          | Marija Todorović       |
| Jelena Žigon           | Jelena Todorović       |
| Marko Todorović        | Milan Todorović        |

## Vanjske poveznice
- Došlo doba da se ljubav proba u internetskoj bazi filmova IMDb-a